# Rueder
Rueder is een historisch merk van motorfietsen.
De bedrijfsnaam was: Franz Gaul, Motorradbau, Hamm.
Rueder was een Duits merk dat kort na de Eerste Wereldoorlog waarschijnlijk 346 cc kopkleppers maakte. Tussen 1921 en 1925 was dat alweer afgelopen.